# Текла
 Тази статия е за византийската императрица.  За птицата вижте Текла.  
Текла († 823) е византийска императрица, първа съпруга на император Михаил II.

## Произход и ранни години
Дъщеря е на Барданий Турски, стратег на тема Анатоликон, и съпругата му Домника. Според сведенията Текла има една сестра и няколко братя. Предполага се, че родителите на Текла са от арменски произход. Прозвището на баща ѝ е „Турски“ или „Потурченият“, но това не доказва тюркски произход, още повече, че през 9 век с названието „турци“ във Византия наричат хазарите.
През 803 Барданий вдига бунт срещу император Никифор I, който е узурпирал незаконно престола в Константинопол през 802 г. Бунтът на Барданий е подкрепен от части на византийската армия, но Никифор I успява да победи бунтовниците. След неуспеха на бунта Барданий е принуден да се замонаши и е заточен в манастир на остров Проти. Но Никифор I все още смятал бившия стратег за опасен противник и поради това заповядва да го ослепят. Императорът обаче разрешава на Домника да задържи семейното богатсво, благодарение на което тя основава манастир. Според Продължителя на Теофан след бунта на Барданий братята на Текла също са заточени в манастир, а сестра ѝ и снахите ѝ се устновяват в манастира на Домника.

## Брак с Михаил
Според Теофан Изповедник Барданий омъжва дъщеря си Текла за военачалника Михаил, за да си осигури подкрепата му в бунта срещу Никифор I. По време на бунта обаче Михаил и бъдещият император Лъв V се отмятат от заговора и подкрепят император Никифор I, което е една от причините за неуспеха на Барданий. Вероятно на поведението на съпруга ѝ по време на бунта от 803 г. се дължи и фактът, че Текла не споделя съдбата на останалите членове семейството си.
Текла и Михаил имат един син, бъдещия император Теофил (813 – 842).

## Византийска императрица
През 820 г. Михаил е уличен в заговор срещу император Лъв V Арменец и е хвърлен в тъмница. Съпругът на Текла обаче успява да избяга от затвора и организира убийството на Лъв V по време на коледната литургия в патриаршеската катедрала „Св. София“ в Константинопол. Императорът влязъл в катедралата без охрана и поради това не могъл да се защити.
След убийството на Лъв V за император е коронован Михаил, а Текла е обявена за нова императрица и получава титлата Августа.
Текла умира около 823 г., а след смъртта ѝ Михаил се жени повторно за Ефросина, дъщеря на император Константин VI.